# Никишин, Богдан Сергеевич
Богдан Сергеевич Никишин (укр. Богдан Сергійович Нікішин; род. 29 мая 1980, Днепропетровск) — украинский фехтовальщик-шпажист, чемпион мира (2015), призёр чемпионатов мира и Европы, участник четырёх Олимпийских игр (2004, 2008, 2016, 2020). Заслуженный мастер спорта Украины (2006).

## Биография
Родился в 1980 году в Днепропетровске. Начинал заниматься фехтованием у Алексея Белокопытова, в 2000 году продолжил тренироваться под руководством Ольги Маркиной. В 2004 году принял участие в Олимпийских играх в Афинах, где занял 34-е место в личном первенстве, и 5-е — в командном. В 2006 году стал бронзовым призёром чемпионата мира. В 2008 году принял участие в Олимпийских играх в Пекине, где занял 28-е место в личном первенстве, и 7-е — в командном.
В 2010 году стал серебряным призёром чемпионата Европы. На чемпионате Европы 2012 года завоевал бронзовую медаль. В 2013 году стал обладателем серебряной медали чемпионата мира и бронзовой медали чемпионата Европы. В 2015 году стал чемпионом мира. В 2016 году выиграл бронзовые медали на чемпионате Европы как в командном, так и в личном первенствах. На Олимпийских играх в Рио-де-Жанейро был 10-м в личном зачёте и 4-м в командных соревнованиях.
В 2018 году Богдан стал третьим на континентальном чемпионате в личном первенстве, а на главном старте сезона — чемпионате мира — выиграл бронзовую медаль в том же виде программы.

## Государственные награды
- Орден «За заслуги» ІІІ степени (9 сентября 2017)[4]